# سیارک ۲۳۷۹۸
سیارک ۲۳۷۹۸ (به انگلیسی: 23798 Samagonzalez، نامگذاری:1998QL37) بیست و سه هزار و هفتصد و نود و هشتمین سیارک کشف شده‌است که در ۱۷ اوت ۱۹۹۸ کشف شد.
قدر مطلق سیارک برابر ۱۳.۵ است.